# Bolas (arme)
Pour les articles homonymes, voir Bola et Boleadoras.

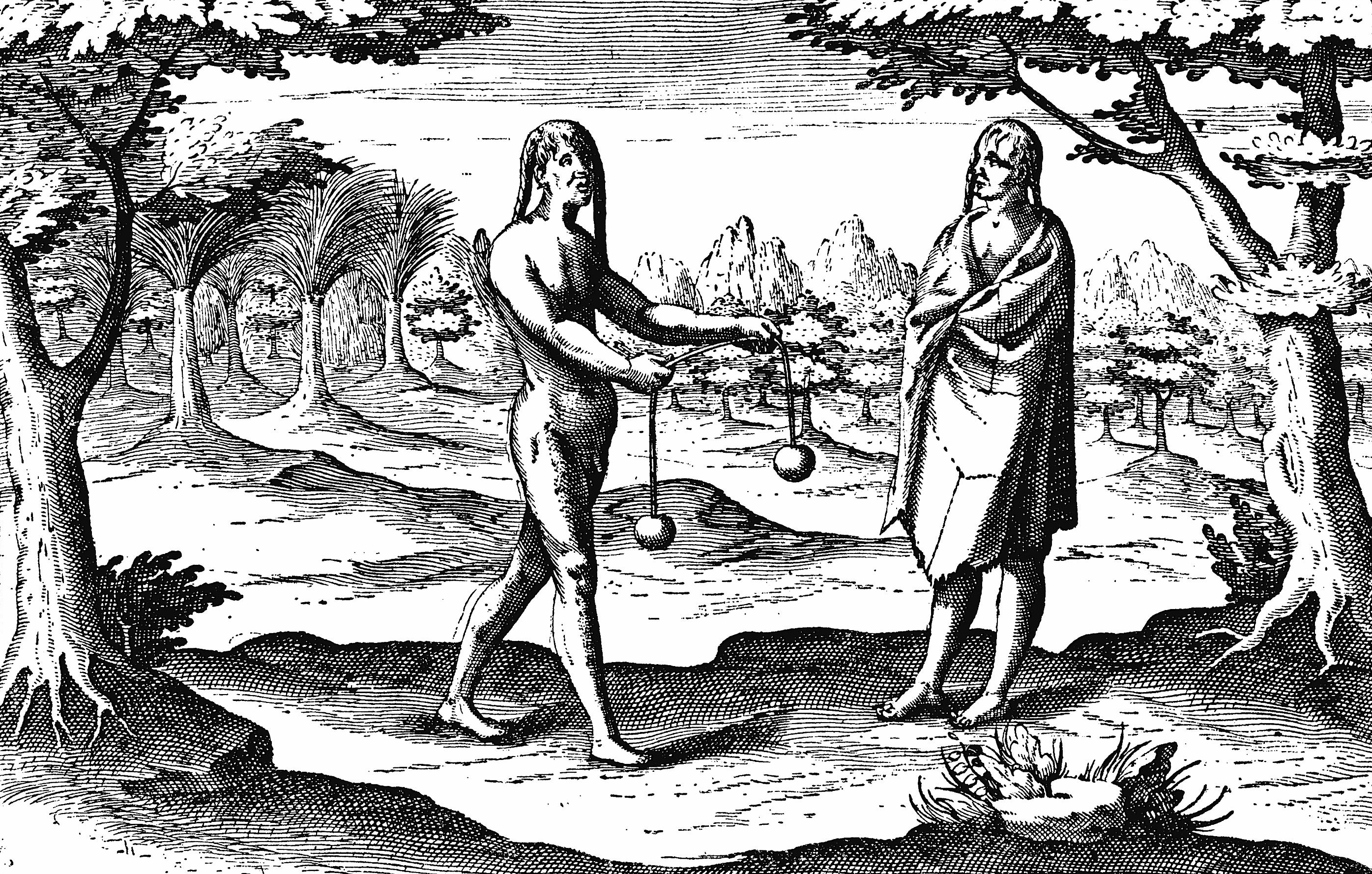
Amérindien du Río de la Plata manipulant des bolas (Hendrick Ottsen, 1603).

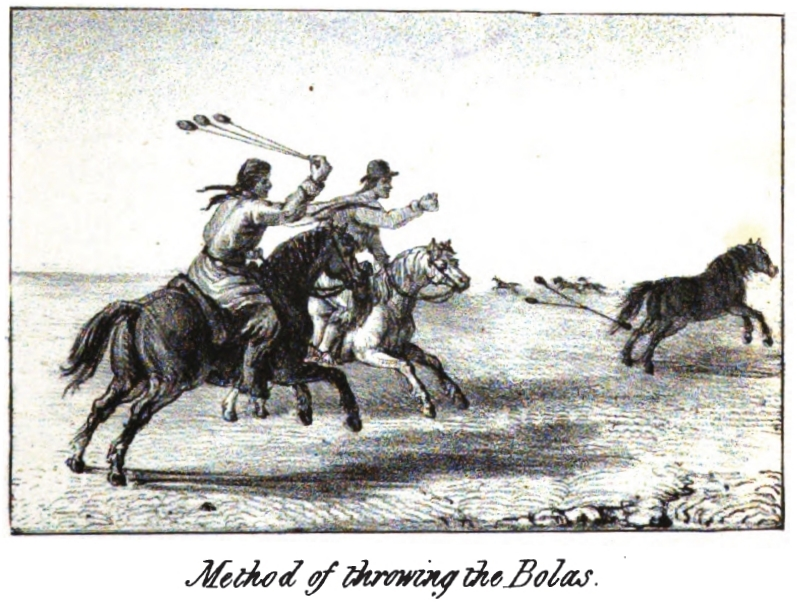
Method of throwing the Bolas, dessin du XIXe siècle.

Les mots espagnols bolas ou boleadoras, parfois traduits en français par lasso à boules, désignent une arme de jet comprenant plusieurs masses sphériques réunies par des liens, destinées à capturer les animaux en entravant leurs pattes. Les bolas au sens strict sont connues chez les gauchos d'Amérique du Sud mais certains équivalents plus anciens ont également été découverts dans les fouilles archéologiques d'occupations pré-hispaniques, en particulier en Patagonie, où les peuples autochtones les utilisaient pour capturer les guanacos et les nandous.
D'autres armes fonctionnant sur un principe similaire sont connues par exemple chez les Inuits (chuk chuk) ou au Japon (suruchin). Par analogie et par métonymie, le mot désigne des objets préhistoriques sphériques en pierre dont l'interprétation est délicate.

## Conception

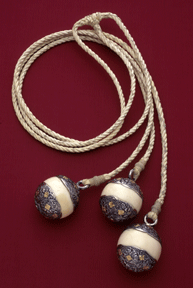
Bolas.

Il n'y a pas de conception uniforme ; la plupart des bolas ont deux ou trois boules, mais il y a des versions comportant jusqu'à huit boules. Certaines bolas ont des boules de poids égal, d'autres varient par le nœud et la corde. Les gaúchos utilisent des bolas composées de cordes en cuir tressées et de boules en bois ou de petits sacs en cuir pleins de pierres à l'extrémité des cordes.
Le nom des bolas dépend du nombre de masses utilisées :
- Perdida (une boule) ;
- Avestrucera ou ñanducera (deux boules, pour la chasse à l'autruche) ;
- Boleadora (trois boules) ;
- Kiipooyak (nom Inuit de bolas à trois boules ou plus).

## Utilisation
Les gaúchos utilisent les bolas pour capturer le bétail ou le gibier en train de courir. Selon l'objectif précis, le lanceur saisit les bolas par l'un des poids ou par la corde les reliant. Il donne de l'élan aux boules en les faisant tournoyer au-dessus de sa tête, avant de les libérer. L'arme est habituellement utilisée pour entraver les membres des animaux, mais si elle est jetée avec suffisamment de force elle peut même briser les os.
Les bolas à trois poids sont habituellement conçues avec deux cordes plus courtes liées à des poids plus lourds, et une corde plus longue  avec un poids léger. Les poids plus lourds volent en avant parallèlement, frappent l'un ou l'autre côté des jambes, et le poids plus léger fait un mouvement circulaire, s'enroulant autour des jambes.

## «Bolas» préhistoriques

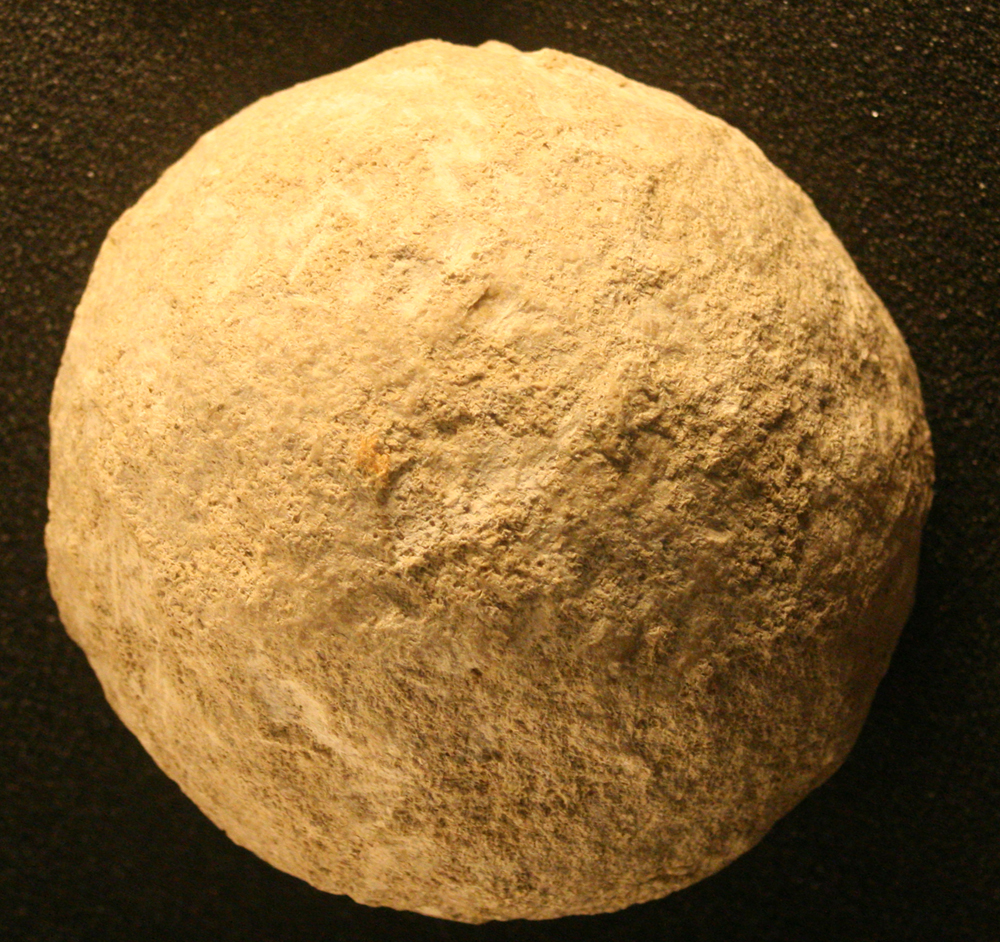
Bola du site de Sidi Abderrahman, Maroc.

Le nom de bolas a été donné par les préhistoriens à des sphères de pierre, le plus souvent paléolithiques, par analogie avec les bolas d'Amérique du Sud. Il existe en fait tous les intermédiaires depuis des polyèdres taillés, dont les facettes sont encore nettement visibles, jusqu'à des sphères quasiment parfaites en passant par des sphéroïdes aux arêtes piquetées sur enclume et émoussées,. Ces objets ont en moyenne un diamètre d'une dizaine de centimètres pour une masse de 500 à 700 g. Ils sont fréquents à l'Acheuléen en Afrique mais sont également présents dans des industries postérieures (Moustérien, Atérien, etc.). Certains auteurs ont noté qu'ils étaient parfois groupés par deux ou trois, ce qui conforterait l'idée d'une utilisation analogue à celle des objets amérindiens, mais ils sont parfois isolés.

## Bolas inuits
Il existe d'autres versions indépendantes dont le qilumitautit, le lacet des Inuits, fait de tendons et de poids en os et employé pour capturer les oiseaux d'eau.

## Littérature
- Dans Vendredi ou la vie sauvage, l'indigène Vendredi crée cette arme pour survivre sur l'île Spéranza.
- Rahan utilise cet objet, invention reconstituée, pour amarrer une corde tressée à un poteau horizontal pour sortir d'un puits sec où il était enfermé.

## Télévision
- Dans la série "Zorro" (1957), l'épisode 33 de la saison1 : "Les Bolas mortelles" (The Deadly Bolas), met en scène cette arme.
- Dans le dessin animé "Belle et Sébastien", l'épisode 40 : "Belle enchaînée" (ボーレアドーラの恐怖, Bōreadōra no kyōfu) montre un expert dans le maniement des bolas.